# Gradina (distrikt i Bulgarien, Pleven)
Gradina (bulgariska: Градина) är ett distrikt i Bulgarien.   Det ligger i kommunen Obsjtina Dolni Dăbnik och regionen Pleven, i den centrala delen av landet, 120 km nordost om huvudstaden Sofia.
Trakten runt Gradina består till största delen av jordbruksmark. Runt Gradina är det ganska tätbefolkat, med 160 invånare per kvadratkilometer.